# ОШ „Светозар Марковић” Краљево
ОШ „Светозар Марковић“ је осмогодишња школа која се налази у Краљеву и функционише у оквиру образовног система Републике Србије.